# Heterobiantes
Heterobiantes is een geslacht van hooiwagens uit de familie Epedanidae.
De wetenschappelijke naam Heterobiantes is voor het eerst geldig gepubliceerd door Roewer in 1912. 

## Soorten
Heterobiantes is monotypisch en omvat slechts de volgende soort:
- Heterobiantes geniculatus

Een alternatieve plaatsing in de onderfamilie Acrobuninae (van oorspronkelijke plaatsing "Phalangodidae: Acrobuninae)" wordt gevonden in sommige online bronnen, maar nadat Roewer, 1938 was gedefinieerd als een lid van Epedaninae.